# Andezeno
Andezeno (piemontesisch Andzen) ist eine Gemeinde in der italienischen Metropolitanstadt Turin (TO) der Region Piemont.

## Lage und Einwohner
Der Ort liegt auf einer Höhe von 306 m über dem Meeresspiegel. Das Gemeindegebiet umfasst eine Fläche von 7 km² und hat 2001 Einwohner (Stand 31. Dezember 2023). 
Die Nachbargemeinden sind Marentino, Montaldo Torinese, Chieri und Arignano. 

### Bevölkerungsentwicklung

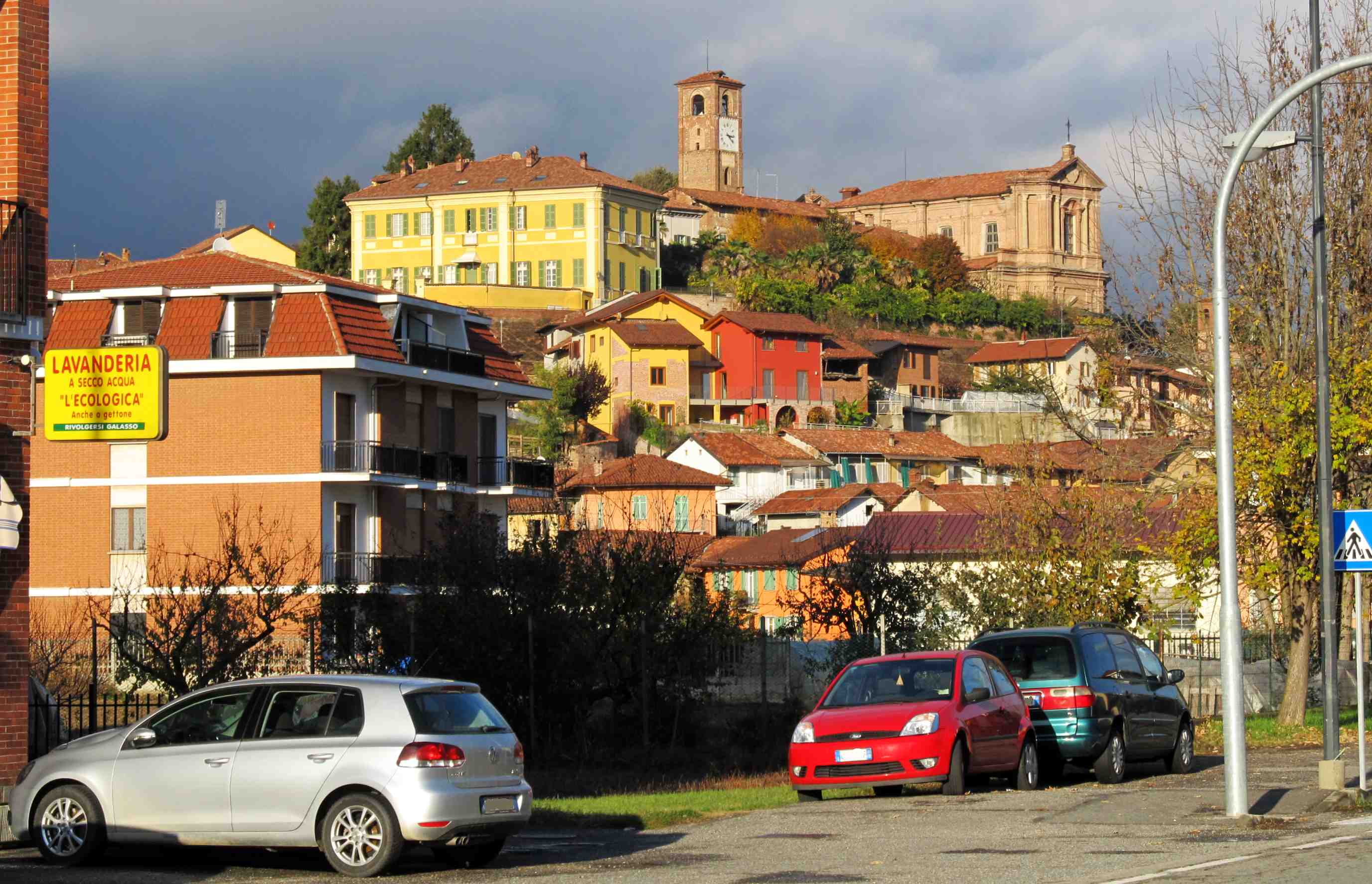
Panorama